# Кизевальтер, Дмитрий Сергеевич
Дмитрий Сергеевич Кизева́льтер (14 [27] ноября 1912, Санкт-Петербург — 26 мая 1987, Москва) — советский учёный-геолог, доцент МГРИ. Специалист по геологии Кавказа и четвертичной геологии.

## Биография
Родился 14 (27) ноября 1912 года в Санкт-Петербурге в семье экономиста, столоначальника Главного управления неокладных сборов Сергея Георгиевича Кизевальтера (1873—1937) (потомственный дворянин c 9 (21) января 1898) и домашней учительницы Марии Фёдоровны Петрик(1875—1950).
После переезда с родителями в Москву и окончания средней школы в 1929—1933 годах работал техником-геодезистом в Московском областном проектном тресте.
В 1933—1938 годах обучался в МГРИ, окончил его с отличием и получил специальность геолог. Во время обучения его преподавателями были Г. Ф. Мирчинк, П. П. Пилипенко, И. А. Снобков, В. М. Крейтер, С. Д. Четвериков, Е. А. Кузнецов, Е. В. Милановский, Е. Е. Захаров, Н. И. Спицын.
В течение двух лет работал геологом треста «Золоторазведка», занимаясь изучением структуры рудного поля одного из месторождений в Северном Казахстане.
В 1939 году под руководством профессоров Е. В. Милановского, Н. С. Шатского и доцента М. В. Муратова работал начальником геолого-съёмочной партии Минераловодской экспедиции МГРИ.

### Военное время
С начала войны до августа 1942 года работал начальником Нальчикской, а затем Грозненской геологических партий, принимал участие в строительстве оборонительных сооружений в Ставропольском крае.
Прошёл путь от командира взвода сапёров до помощника командира строительного батальона на 1-м Белорусском фронте. Дошёл до Берлина и встретил союзников на реке Эльба.
Военным инженером военно-строительного отряда участвовал в наведении мостов при взятии Варшавы и штурме Берлина.

### Научная и педагогическая работа
С 1946 года аспирант и до конца жизни преподаватель кафедры общей геологии и геологического картирования. Преподавал структурную геологию и геокартирование, геоморфологию и четвертичную геологию, проводил научные исследования в Горном Крыму, на Кавказе. Ведущий специалист по палеозою Большого Кавказа, автор нескольких листов государственных геологических карт по территории Большого Кавказа. 10 лет руководил геологической партией Кавказской экспедиции.
28 февраля 1953 года Д. С. Кизевальтеру присвоено учёное звание доцент по кафедре «общая геология» МГРИ.
В 1954 году участвовал в составлении геологических карт Крымского полуострова.
Он автор и соавтор шести учебников и учебных пособий для вузов, 4 крупных монографий.
Участник всех всесоюзных тектонических совещаний с 1948 года. В 1960—1975 годах принимал участие в двух сессиях Международного геологического конгресса и в ряде международных симпозиумов (Тбилиси, Калгари, Москва и др.).
1 декабря 1987 года в МГРИ прошло торжественное заседание в связи с 75-летием Д. С. Кизевальтера, посвящённое его памяти. С докладом о научно-педагогической деятельности Д. С. Кизевальтера выступил профессор М. К. Бахтеев.
Похоронен на Введенском кладбище (14 уч.) в Москве.

## Награды
Д. С. Кизевальтер — кавалер 4 боевых медалей, полученных в военное время («За оборону Кавказа», «За боевые заслуги», «За взятие Берлина», «За победу над Германией в Великой Отечественной войне 1941—1945 гг.»).
- 1969 — Знак «Отличник разведки недр»
- 1970 — Знак «25 лет победы в Великой Отечественной войне»
- 1985 — Орден Отечественной войны II степени
- Медаль «Ветеран труда»

## Членство в организациях
- 1957 — МОИП
- 1965 — член учёного совета Гидрогеологического факультета МГРИ (до 1977)
- 1975 — член научно-редакционного совета Министерства ВиССО СССР.

## Семья
Жена: Инна Михайловна Федосеева-Кизевальтер (1930—2014)
- Сын: Георгий (род. 1955) — художник.